# Damir Skomina
Damir Skomina (Koper, 1976. augusztus 5. –) szlovén nemzetközi labdarúgó-játékvezető.

## Pályafutása
A játékvezetésből 1995-ben Koperben vizsgázott.  Koper község labdarúgó-szövetség által üzemeltetett bajnokságokban kezdte sportszolgálatát. A NZS Játékvezető Bizottságának (JB) minősítésével 1999-től a 2. Liga, 2000-től a PrvaLiga játékvezetője. Küldési gyakorlat szerint rendszeres 4. bírói szolgálatot is végez. PrvaLiga mérkőzéseinek száma: 135 (2010).
A Szlovén labdarúgó-szövetség JB terjesztette fel nemzetközi játékvezetőnek, a Nemzetközi Labdarúgó-szövetség (FIFA) 2003-tól tartja nyilván bírói keretében. A FIFA JB központi nyelvei közül az angolt beszéli. Az UEFA JB  a 2009/2010-es kupaidényben minősítette az elit kategóriában. Több nemzetek közötti válogatott (Labdarúgó-világbajnokság, Labdarúgó-Európa-bajnokság, Olimpiai játékok), valamint UEFA-kupa, Európa-liga és UEFA-bajnokok ligája klubmérkőzést vezetett, vagy működő társának 4. bíróként segített. A helyi játékvezetők szakmai munkáját segítve 2008–2015 között a Premjer-Liha és a katari labdarúgó-bajnokságokban vezetett mérkőzéseket. A szlovén nemzetközi játékvezetők rangsorában, a világbajnokság-Európa-bajnokság sorrendjében az első helyet foglalja el 25 találkozó szolgálatával. Európában a legtöbb válogatott mérkőzést vezetők rangsorában Erik Fredriksson társaságában, 41 (2003. április 30.–2016. június 19.) találkozó irányításával tartják nyilván. Vezetett kupadöntők száma: 1.
A 2013-as U20-as labdarúgó-világbajnokságon a FIFA JB mérkőzésvezetőként alkalmazta.
| Időpont          | Helyszín                            | Mérkőzés típusa              | Mérkőzés           | Eredmény | Nézők száma |
| ---------------- | ----------------------------------- | ---------------------------- | ------------------ | -------- | ----------- |
| 2013. június 26. | Akdeniz University Stadion, Antalya | csoportmérkőzés (E. csoport) | Irak–Egyiptom      | 2 – 1    | 3246        |
| 2013. július 3.  | Hüseyin Avni Aker Stadion, Trabzon  | egyik nyolcaddöntő           | Kolumbia–Dél-Korea | 1 – 1    | 2362        |

A 2006-os labdarúgó-világbajnokságon, a 2010-es labdarúgó-világbajnokságon, valamint a 2014-es labdarúgó-világbajnokságon a FIFA JB játékvezetőként alkalmazta. Selejtező mérkőzéseket az UEFA zónában irányított. 2008-ban és 2012-ben a FIFA bejelentette, hogy a lehetséges játékvezetők 54-es átmeneti listájára jelölte.
| Időpont              | Helyszín                            | Mérkőzés típusa                     | Mérkőzés                                 | Eredmény | Nézők száma |
| -------------------- | ----------------------------------- | ----------------------------------- | ---------------------------------------- | -------- | ----------- |
| 2005. június 8.      | Laugardalsvöllur Stadion, Reykjavík | (2006 vb) előselejtező (8. csoport) | Izland–Málta                             | 4 – 1    | 4 887       |
| 2005. szeptember 7.  | Rheinpark Stadion, Vaduz            | (2006 vb) előselejtező (3. csoport) | Liechtenstein–Luxemburg                  | 3 – 0    | 2 300       |
| 2008. szeptember 10. | Lokomotiv Stadion, Moszkva          | (2010 vb) előselejtező (4. csoport) | Oroszország–Wales                        | 2 – 1    | 28 000      |
| 2009. április 1.     | Park Stadion, Koppenhága            | (2010 vb) előselejtező (1. csoport) | Dánia–Albánia                            | 3 – 0    | 24 320      |
| 2010. október 10.    | Dnipro Stadion, Dnyipro             | (2010 vb) előselejtező (6. csoport) | Ukrajna–Anglia                           | 1 – 0    | 31 000      |
| 2012. október 16.    | Giuseppe Meazza Stadion, Milánó     | (2014 vb) előselejtező (B. csoport) | Olaszország–Dán labdarúgó-válogatott     | 3 – 1    | 37 027      |
| 2013. június 7.      | Estádio da Luz, Lisszabon           | (2014 vb) előselejtező (F. csoport) | Portugália–Orosz labdarúgó-válogatott    | 1 – 0    | 54 697      |
| 2013. szeptember 6.  | Aviva Stadion, Dublin               | (2014 vb) előselejtező (C. csoport) | Írország–Svédország                      | 1 – 2    | 50 000      |
| 2013. október 15.    | Wembley Stadion, London             | (2014 vb) előselejtező (H. csoport) | Angol labdarúgó-válogatott–Lengyelország | 2 – 0    | 85 186      |
| 2013. november 19.   | Stade de France, Saint-Denis        | (2014 vb) rájátszás                 | Franciaország–Ukrán labdarúgó-válogatott | 3 – 0    | 77 098      |

A 2003-as U17-es labdarúgó-Európa-bajnokságon a UEFA JB játékvezetőként foglalkoztatta.
| Időpont         | Helyszín                                    | Mérkőzés típusa              | Mérkőzés           | Eredmény |
| --------------- | ------------------------------------------- | ---------------------------- | ------------------ | -------- |
| 2003. május 7.  | Fontelo Municipal Stadion, Viseu            | csoportmérkőzés (A. csoport) | Portugália–Dánia   | 3 – 2    |
| 2003. május 11. | Municipal Stadion, Santa Marta de Penaguiao | csoportmérkőzés (B. csoport) | Olaszország–Izrael | 4 – 0    |
| 2003. május 14. | Fontelo Municipal Stadion, Viseu            | egyik elődöntő               | Portugália–Anglia  | 2 – 2    |

A 2005-ös U19-es labdarúgó-Európa-bajnokságon az UEFA JB bírói szolgálattal bízta meg.
| Időpont          | Helyszín                   | Mérkőzés típusa              | Mérkőzés                | Eredmény |
| ---------------- | -------------------------- | ---------------------------- | ----------------------- | -------- |
| 2005. július 18. | Mourneview Stadion, Lurgan | csoportmérkőzés (B. csoport) | Norvégia–Örményország   | 2 – 0    |
| 2005. július 20. | Mourneview Stadion, Lurgan | csoportmérkőzés (A. csoport) | Görögország–Németország | 0 – 3    |

A 2007-es U21-es labdarúgó-Európa-bajnokságon az UEFA JB hivatalnokként alkalmazta.
| Időpont          | Helyszín                        | Mérkőzés típusa              | Mérkőzés                                    | Eredmény | Nézők száma |
| ---------------- | ------------------------------- | ---------------------------- | ------------------------------------------- | -------- | ----------- |
| 2007. június 10. | Abe Lenstra Stadion, Heerenveen | csoportmérkőzés (A. csoport) | Hollandia–Izrael                            | 1 – 0    | 22 013      |
| 2007. június 14. | Gelredome Stadion, Arnhem       | csoportmérkőzés (B. csoport) | Anglia–Olaszország                          | 2 – 2    | 17 103      |
| 2007. június 23. | Euroborg Stadion, Groningen     | döntő                        | Holland U21-es labdarúgó-válogatott–Szerbia | 4 – 1    | 22 000      |

A  2008-as labdarúgó-Európa-bajnokságon, a 2012-es labdarúgó-Európa-bajnokságon, valamint a 2016-os labdarúgó-Európa-bajnokságon az UEFA JB játékvezetői szolgálatra alkalmazta. 2008-ban az UEFA JB 4. (tartalék) bíróként foglalkoztatta. 2012-ben az UEFA JB a 12 fős játékvezetői keretbe delegálta. A kontinensviadal történetében először meccsenként négy asszisztens segítette a munkáját.
| Időpont             | Helyszín                               | Mérkőzés típusa                     | Mérkőzés                                                 | Eredmény | Nézők száma |
| ------------------- | -------------------------------------- | ----------------------------------- | -------------------------------------------------------- | -------- | ----------- |
| 2006. október 7.    | Republican Stadion, Jereván            | (2008 eb) előselejtező (A. csoport) | Örményország–Finnország                                  | 0 – 0    | 8 000       |
| 2007. március 24.   | Központi Stadion, Toftir               | (2008 eb) előselejtező (B. csoport) | Feröer-szigetek–Ukrán labdarúgó-válogatott               | 0 – 2    | 717         |
| 2007. augusztus 22. | Hampden Park Stadion, Glasgow          | (2008 eb) előselejtező (B. csoport) | Skócia–Litvánia                                          | 3 – 1    | 51 000      |
| 2010. szeptember 7. | Şükrü Saracoğlu Stadion, Isztambul     | (2012 eb) előselejtező (A. csoport) | Törökország–Belgium                                      | 3 – 2    | 43 538      |
| 2011. június 4.     | Wembley Stadion, London                | (2012 eb) előselejtező (G. csoport) | Angol labdarúgó-válogatott–Svájc                         | 2 – 2    | 84 459      |
| 2011. szeptember 2. | Népstadion, Budapest                   | (2012 eb) előselejtező (E. csoport) | Magyarország–Svéd labdarúgó-válogatott                   | 2 – 1    | 23 500      |
| 2012. június 9.     | Metaliszt stadion, Harkiv              | csoportmérkőzés (B. csoport)        | Hollandia–Dán labdarúgó-válogatott                       | 0 – 1    | 35 923      |
| 2012. június 15.    | Olimpiai Stadion, Kijev                | csoportmérkőzés(D. csoport)         | Svéd labdarúgó-válogatott–Angol labdarúgó-válogatott     | 2 – 3    | 64 640      |
| 2012. június 22.    | PGE Arena Gdańsk, Gdańsk               | egyik negyeddöntő                   | Németország–Görögország                                  | 4 – 2    | 38 751      |
| 2014. október 14.   | Veltins-Arena, Gelsenkirchen           | (2016 eb) előselejtező (D. csoport) | Német labdarúgó-válogatott–Ír labdarúgó-válogatott       | 1 – 1    | 51 204      |
| 2015. március 28.   | Nemzeti Stadion, Szófia                | (2016 eb) előselejtező (H. csoport) | Bulgária–Olasz labdarúgó-válogatott                      | 2 – 2    | 6000        |
| 2015. szeptember 5. | Carlos Tartiere Stadion, Oviedo        | (2016 eb) előselejtező (C. csoport) | Spanyolország–Szlovákia                                  | 2 – 0    | 19 874      |
| 2015. október 13.   | Amsterdam ArenA, Amszterdam            | (2016 eb) előselejtező (A. csoport) | Holland labdarúgó-válogatott–Csehország                  | 2 – 3    | 48 000      |
| 2016. június 15.    | Stade Pierre-Mauroy, Villeneuve-d’Ascq | csoportmérkőzés (B. csoport)        | Orosz labdarúgó-válogatott–Szlovák labdarúgó-válogatott  | 1 – 2    | 38 989      |
| 2016. június 19.    | Stade Pierre-Mauroy, Villeneuve-d’Ascq | csoportmérkőzés (A. csoport)        | Svájci labdarúgó-válogatott–Francia labdarúgó-válogatott | 0 – 0    | 45 616      |
| 2016. június 27.    | Thani bin Jassim Stadion, Nizza        | egyik nyolcaddöntő                  | Angol labdarúgó-válogatott–Izlandi labdarúgó-válogatott  | 1 – 2    | 33 901      |
| 2016. július 1.     | Stade Pierre-Mauroy, Villeneuve-d’Ascq | egyik negyeddöntő                   | Walesi labdarúgó-válogatott–Belgium                      | 3 – 1    | 45 936      |

A 2008. évi nyári olimpiai játékokon a FIFA JB bírói szolgálatra alkalmazta.
| Időpont             | Helyszín                       | Mérkőzés típusa              | Mérkőzés                                   | Eredmény | Nézők száma |
| ------------------- | ------------------------------ | ---------------------------- | ------------------------------------------ | -------- | ----------- |
| 2008. augusztus 7.  | Olimpiai Stadion, Csinhuangtao | csoportmérkőzés (D. csoport) | Honduras–Olasz U23-as labdarúgó-válogatott | 0 – 3    | 21 680      |
| 2008. augusztus 16. | Olimpiai Stadion, Senjang      | egyik negyeddöntő            | Brazília–Kamerun                           | 0 – 3    | 41 043      |

Az AFC JB a 2013-as Gulf Cup labdarúgó-tornán vendég bíróként foglalkoztatta.
| Időpont            | Helyszín                              | Mérkőzés típusa              | Mérkőzés           | Eredmény |
| ------------------ | ------------------------------------- | ---------------------------- | ------------------ | -------- |
| 2014. november 14. | Prince Faisal bin Fahd Stadion, Rijád | csoportmérkőzés (B. csoport) | Irak–Kuvait        | 0 – 1    |
| 2014. november 19. | Prince Faisal bin Fahd Stadion, Rijád | csoportmérkőzés (A. csoport) | Szaúd-Arábia–Jemen | 1 – 0    |

Az Magyar Labdarúgó-szövetség (MLSZ) felkérésére irányította a magyar labdarúgó-válogatott felkészülési mérkőzését.
| Időpont           | Helyszín                      | Mérkőzés típusa | Mérkőzés                              | Eredmény | Nézők száma |
| ----------------- | ----------------------------- | --------------- | ------------------------------------- | -------- | ----------- |
| 2003. április 30. | Megyeri úti Stadion, Budapest | 772. mérkőzés   | Magyar labdarúgó-válogatott–Luxemburg | 5 – 1    | 1 500       |

Az UEFA JB küldésére vezette 2009–2010-es UEFA-bajnokok ligája találkozót, valamint a 2012-es UEFA-szuperkupa döntőt.
| Időpont             | Helyszín                        | Mérkőzés típusa                      | Mérkőzés                      | Eredmény |        |
| ------------------- | ------------------------------- | ------------------------------------ | ----------------------------- | -------- | ------ |
| 2009. augusztus 5.  | Puskás Ferenc Stadion, Budapest | UEFA-bajnokok ligája 3. selejtezőkör | Debreceni VSC–FC Levadia      | 1 – 0    |        |
| 2012. augusztus 31. | II. Lajos Stadion, Monaco       | UEFA-szuperkupa döntő                | Chelsea FC–Atlético de Madrid | 1 – 4    | 14 312 |